# Assembleia Nacional da Nicarágua
A Assembleia Nacional da República da Nicarágua (Asamblea Nacional de la República de Nicaragua) é a sede do poder legislativo da Nicarágua, o parlamento é unicameral e conta com 92 deputados eleitos por representação proporcional em lista fechada para mandatos de 5 anos, sendo 20 deles eleitos nacionalmente, e 70 divididos nos departamentos do país, mais duas cadeiras para o atual e ex-presidente.